# UEFA Women’s Cup 2007/08

Das Wettbewerbs-Logo

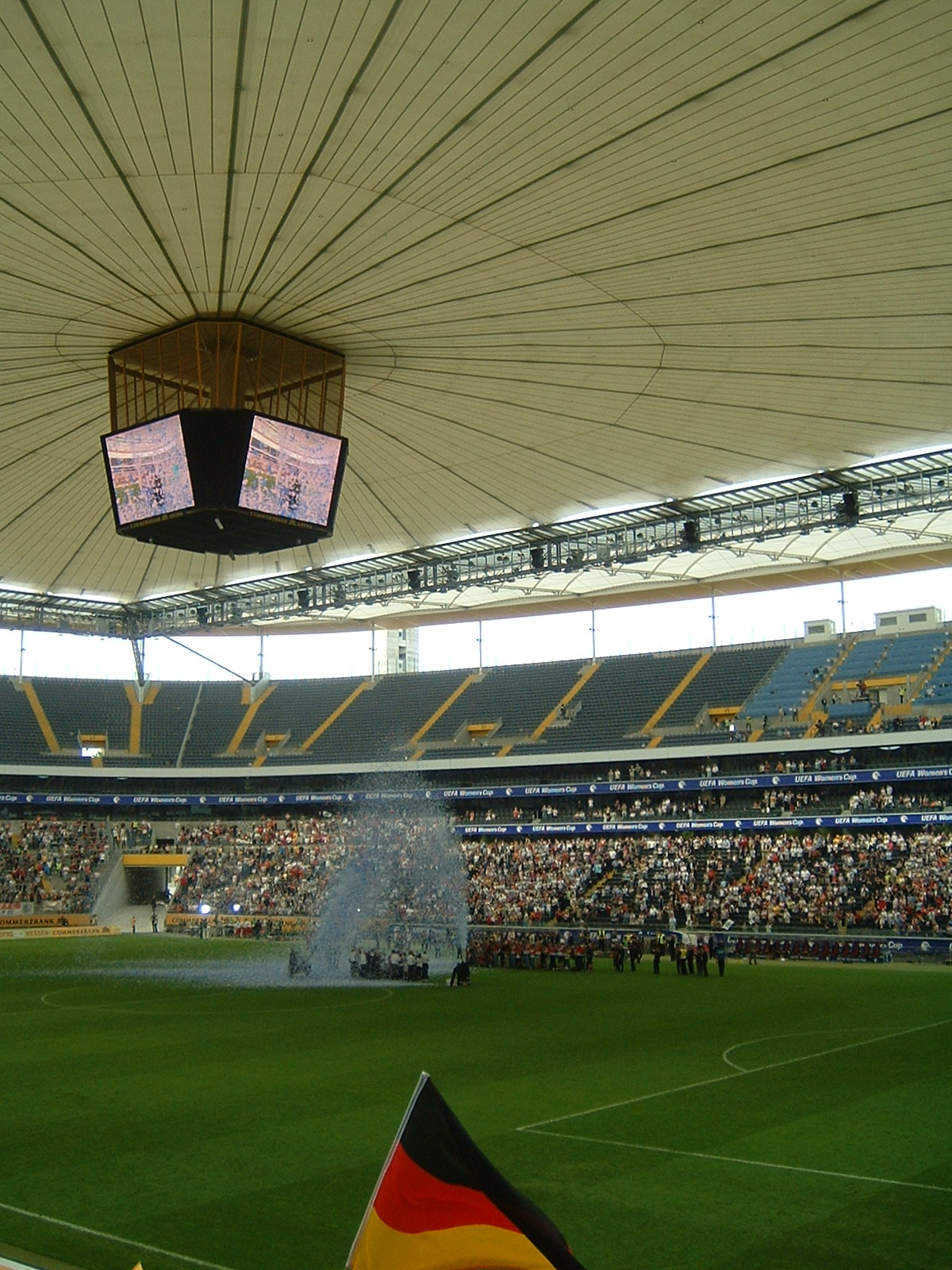
Konfettiregen für die Sieger des Cups

Der UEFA Women’s Cup 2007/08 war die siebte Ausspielung des europäischen Meisterwettbewerbs für  Frauenfußballvereine. Mit 45 Teilnehmern wurde ein neuer Rekord aufgestellt. Erstmals nahmen Mannschaften aus Georgien und Malta am Wettbewerb teil. Im Finale, in dem beide Mannschaften nach 2002 und 2004 zum dritten Mal aufeinander trafen, konnte sich der 1. FFC Frankfurt mit 1:1 und 3:2 gegen den schwedischen Meister Umeå IK, der zum fünften Mal im Finale stand, durchsetzen und seinen dritten Titel gewinnen.

## 1. Runde
An der ersten Qualifikationsrunde nahmen 40 Vereine teil. Diese Mannschaften wurden vor der Auslosung nach geographischen Gesichtspunkten in zwei Sektoren zu je zwölf und einen Sektor mit 16 Mannschaften aufgeteilt. Insgesamt wurden zehn Gruppen zu je vier Mannschaften ausgelost. Die Gruppensieger sowie der beste Gruppenzweite qualifizierten sich für die 2. Runde. Die Turniere fanden vom 9. bis 14. August 2007 statt.

### Gruppe A1
Turnier in Šiauliai (Litauen).
| Pl. | Verein               | Sp. | S | U | N | Tore    | Diff. | Punkte |
| --- | -------------------- | --- | - | - | - | ------- | ----- | ------ |
| 1.  | Everton LFC          | 3   | 3 | 0 | 0 | 020:000 | +20   | 09     |
| 2.  | FFC Zuchwil 05       | 3   | 2 | 0 | 1 | 011:600 | +5    | 06     |
| 3.  | Gintra Universitetes | 3   | 1 | 0 | 2 | 002:110 | −9    | 03     |
| 4.  | Glentoran FC         | 3   | 0 | 0 | 3 | 002:180 | −16   | 0      |

| 9. August 2007       |       |                      |
| Everton LFC          | 4:0   | Gintra Universitetas |
| FFC Zuchwil 05       | 5:1   | Glentoran FC         |
| 11. August 2007      |       |                      |
| Everton LFC          | 11:00 | Glentoran FC         |
| Gintra Universitetas | 0:6   | FFC Zuchwil 05       |
| 14. August 2007      |       |                      |
| FFC Zuchwil 05       | 0:5   | Everton LFC          |
| Glentoran FC         | 1:2   | Gintra Universitetas |

### Gruppe A2
Turnier in Klaksvík (Färöer).
| Pl. | Verein          | Sp. | S | U | N | Tore    | Diff. | Punkte |
| --- | --------------- | --- | - | - | - | ------- | ----- | ------ |
| 1.  | Valur Reykjavík | 3   | 3 | 0 | 0 | 013:200 | +11   | 09     |
| 2.  | FC Honka        | 3   | 2 | 0 | 1 | 006:300 | +3    | 06     |
| 3.  | ADO Den Haag    | 3   | 0 | 1 | 2 | 002:700 | −5    | 01     |
| 4.  | KÍ Klaksvík     | 3   | 0 | 1 | 2 | 002:110 | −9    | 01     |

| 9. August 2007  |     |                 |
| Valur Reykjavík | 2:1 | FC Honka        |
| ADO Den Haag    | 1:1 | KÍ Klaksvík     |
| 11. August 2007 |     |                 |
| Valur Reykjavík | 6:0 | KÍ Klaksvík     |
| FC Honka        | 1:0 | ADO Den Haag    |
| 14. August 2007 |     |                 |
| ADO Den Haag    | 1:5 | Valur Reykjavík |
| KÍ Klaksvík     | 1:4 | FC Honka        |

### Gruppe A3
Turnier in Neulengbach (Österreich)
| Pl. | Verein              | Sp. | S | U | N | Tore    | Diff. | Punkte |
| --- | ------------------- | --- | - | - | - | ------- | ----- | ------ |
| 1.  | SV Neulengbach      | 3   | 3 | 0 | 0 | 015:400 | +11   | 09     |
| 2.  | Hibernian LFC       | 3   | 2 | 0 | 1 | 015:500 | +10   | 06     |
| 3.  | UKS Gol Częstochowa | 3   | 1 | 0 | 2 | 006:130 | −7    | 03     |
| 4.  | Mayo FC             | 3   | 0 | 0 | 3 | 001:150 | −14   | 0      |

| 9. August 2007      |     |                     |
| SV Neulengbach      | 4:3 | Hibernian LFC       |
| UKS Gol Częstochowa | 4:1 | Mayo FC             |
| 11. August 2007     |     |                     |
| SV Neulengbach      | 3:0 | Mayo FC             |
| Hibernian LFC       | 4:1 | UKS Gol Częstochowa |
| 14. August 2007     |     |                     |
| UKS Gol Częstochowa | 1:8 | SV Neulengbach      |
| Mayo FC             | 0:8 | Hibernian LFC       |

### Gruppe A4
Turnier in Osijek (Kroatien)
| Pl. | Verein              | Sp. | S | U | N | Tore    | Diff. | Punkte |
| --- | ------------------- | --- | - | - | - | ------- | ----- | ------ |
| 1.  | KFC Rapide Wezemaal | 3   | 3 | 0 | 0 | 005:000 | +5    | 09     |
| 2.  | SU 1º Dezembro      | 3   | 2 | 0 | 1 | 009:100 | +8    | 06     |
| 3.  | ŽNK Osijek          | 3   | 1 | 0 | 2 | 002:100 | −8    | 03     |
| 4.  | Cardiff City LFC    | 3   | 0 | 0 | 3 | 001:600 | −5    | 0      |

| 9. August 2007      |     |                     |
| KFC Rapide Wezemaal | 2:0 | Cardiff City LFC    |
| SU 1° Dezembro      | 7:0 | ŽNK Osijek          |
| 11. August 2007     |     |                     |
| KFC Rapide Wezemaal | 2:0 | ŽNK Osijek          |
| Cardiff City LFC    | 0:2 | SU 1° Dezembro      |
| 14. August 2007     |     |                     |
| SU 1° Dezembro      | 0:1 | KFC Rapide Wezemaal |
| ŽNK Osijek          | 2:1 | Cardiff City LFC    |

### Gruppe A5
Turnier in Novo mesto (Slowenien).
| Pl. | Verein           | Sp. | S | U | N | Tore    | Diff. | Punkte |
| --- | ---------------- | --- | - | - | - | ------- | ----- | ------ |
| 1.  | ASD CF Bardolino | 3   | 3 | 0 | 0 | 022:000 | +22   | 09     |
| 2.  | Athletic Bilbao  | 3   | 2 | 0 | 1 | 020:100 | +19   | 06     |
| 3.  | ŽNK Krka         | 3   | 1 | 0 | 2 | 005:100 | −5    | 03     |
| 4.  | FC Birkirkara    | 3   | 0 | 0 | 3 | 001:370 | −36   | 0      |

| 9. August 2007   |       |                  |
| Athletic Bilbao  | 4:0   | ŽNK Krka         |
| ASD CF Bardolino | 16:00 | Birkirkara FC    |
| 11. August 2007  |       |                  |
| Athletic Bilbao  | 16:00 | Birkirkara FC    |
| ŽNK Krka         | 0:5   | ASD CF Bardolino |
| 14. August 2007  |       |                  |
| ASD CF Bardolino | 1:0   | Athletic Bilbao  |
| Birkirkara FC    | 1:5   | ŽNK Krka         |

### Gruppe A6
Turnier in Škiponjat (Mazedonien).
| Pl. | Verein               | Sp. | S | U | N | Tore    | Diff. | Punkte |
| --- | -------------------- | --- | - | - | - | ------- | ----- | ------ |
| 1.  | Olympique Lyon       | 3   | 3 | 0 | 0 | 029:000 | +29   | 09     |
| 2.  | SFK 2000 Sarajevo    | 3   | 2 | 0 | 1 | 004:800 | −4    | 06     |
| 3.  | ZFK Škiponjat        | 3   | 1 | 0 | 2 | 004:130 | −9    | 03     |
| 4.  | FK Slovan Duslo Šaľa | 3   | 0 | 0 | 3 | 001:170 | −16   | 0      |

| 9. August 2007       |       |                      |
| Olympique Lyon       | 12:00 | FK Slovan Duslo Šaľa |
| SFK 2000 Sarajevo    | 2:1   | ZFK Škiponjat        |
| 11. August 2007      |       |                      |
| Olympique Lyon       | 10:00 | ZFK Škiponjat        |
| FK Slovan Duslo Šaľa | 0:2   | SFK 2000 Sarajevo    |
| 14. August 2007      |       |                      |
| SFK 2000 Sarajevo    | 0:7   | Olympique Lyon       |
| ZFK Škiponjat        | 3:1   | FK Slovan Duslo Šaľa |

### Gruppe A7
Turnier in Krasnoarmjesk (Russland).
| Pl. | Verein               | Sp. | S | U | N | Tore    | Diff. | Punkte |
| --- | -------------------- | --- | - | - | - | ------- | ----- | ------ |
| 1.  | FK Rossijanka        | 3   | 3 | 0 | 0 | 028:000 | +28   | 09     |
| 2.  | Schytlobud-1 Charkiw | 3   | 2 | 0 | 1 | 018:500 | +13   | 06     |
| 3.  | FK Napredak Kruševac | 3   | 1 | 0 | 2 | 008:130 | −5    | 03     |
| 4.  | Dinamo Tiflis        | 3   | 0 | 0 | 3 | 002:380 | −36   | 0      |

| 9. August 2007       |       |                      |
| FK Rossijanka        | 7:0   | FK Napredak Kruševac |
| Schytlobud-1 Charkiw | 14:00 | Dinamo Tiflis        |
| 11. August 2007      |       |                      |
| FK Napredak Kruševac | 2:4   | Schytlobud-1 Charkiw |
| FK Rossijanka        | 18:00 | Dinamo Tiflis        |
| 14. August 2007      |       |                      |
| Schytlobud-1 Charkiw | 0:3   | FK Rossijanka        |
| Dinamo Tiflis        | 2:6   | FK Napredak Kruševac |

### Gruppe A8
Turnier in Saloniki (Griechenland).
| Pl. | Verein              | Sp. | S | U | N | Tore    | Diff. | Punkte |
| --- | ------------------- | --- | - | - | - | ------- | ----- | ------ |
| 1.  | Universitet Wizebsk | 3   | 3 | 0 | 0 | 012:000 | +12   | 09     |
| 2.  | FC NSA Sofia        | 3   | 1 | 1 | 1 | 005:500 | ±0    | 04     |
| 3.  | PAOK Thessaloniki   | 3   | 1 | 1 | 1 | 005:800 | −3    | 04     |
| 4.  | Pärnu JK            | 3   | 0 | 0 | 3 | 003:120 | −9    | 0      |

| 9. August 2007      |     |                     |
| Universitet Wizebsk | 4:0 | PAOK Thessaloniki   |
| FC NSA Sofia        | 3:1 | Pärnu JK            |
| 11. August 2007     |     |                     |
| Universitet Wizebsk | 6:0 | Pärnu JK            |
| PAOK Thessaloniki   | 2:2 | FC NSA Sofia        |
| 14. August 2007     |     |                     |
| FC NSA Sofia        | 0:2 | Universitet Wizebsk |
| Pärnu JK            | 2:3 | PAOK Thessaloniki   |

### Gruppe A9
Turnier in Chișinău (Moldawien).
| Pl. | Verein            | Sp. | S | U | N | Tore    | Diff. | Punkte |
| --- | ----------------- | --- | - | - | - | ------- | ----- | ------ |
| 1.  | Alma KTZH         | 3   | 3 | 0 | 0 | 013:100 | +12   | 09     |
| 2.  | 1. FC Femina      | 3   | 2 | 0 | 1 | 009:300 | +6    | 06     |
| 3.  | FC Narta Chișinău | 3   | 1 | 0 | 2 | 003:800 | −5    | 03     |
| 4.  | Ruslan-93         | 3   | 0 | 0 | 3 | 001:140 | −13   | 0      |

| 9. August 2007    |     |                   |
| Alma KTZH         | 5:0 | FC Narta Chișinău |
| 1. FC Femina      | 6:0 | Ruslan-93         |
| 11. August 2007   |     |                   |
| Alma KTZH         | 5:0 | Ruslan-93         |
| FC Narta Chișinău | 0:2 | 1. FC Femina      |
| 14. August 2007   |     |                   |
| 1. FC Femina      | 1:3 | Alma KTZH         |
| Ruslan-93         | 1:3 | FC Narta Chișinău |

### Gruppe A10
Turnier in Cholon (Israel).
| Pl. | Verein             | Sp. | S | U | N | Tore    | Diff. | Punkte |
| --- | ------------------ | --- | - | - | - | ------- | ----- | ------ |
| 1.  | Sparta Prag        | 3   | 2 | 1 | 0 | 024:400 | +20   | 07     |
| 2.  | CFF Clujana Cluj   | 3   | 2 | 1 | 0 | 015:100 | +14   | 07     |
| 3.  | Maccabi Holon      | 3   | 1 | 0 | 2 | 008:800 | ±0    | 03     |
| 4.  | AEK Kokkinochorion | 3   | 0 | 0 | 3 | 001:350 | −34   | 0      |

| 9. August 2007     |       |                    |
| Sparta Prag        | 1:1   | CFF Clujana Cluj   |
| Maccabi Holon      | 5:1   | AEK Kokkinochorion |
| 11. August 2007    |       |                    |
| Sparta Prag        | 19:00 | AEK Kokkinochorion |
| CFF Clujana Cluj   | 3:0   | Maccabi Holon      |
| 14. August 2007    |       |                    |
| Maccabi Holon      | 3:4   | Sparta Prag        |
| AEK Kokkinochorion | 00:11 | CFF Clujana Cluj   |

### Tabelle der Gruppenzweiten
| Pl. | Verein               | Sp. | S | U | N | Tore    | Diff. | Punkte |
| --- | -------------------- | --- | - | - | - | ------- | ----- | ------ |
| 1.  | CFF Clujana Cluj     | 2   | 1 | 1 | 0 | 004:100 | +3    | 04     |
| 2.  | SU 1º Dezembro       | 2   | 1 | 0 | 1 | 007:100 | +6    | 03     |
| 3.  | Athletic Bilbao      | 2   | 1 | 0 | 1 | 004:100 | +3    | 03     |
| 4.  | Hibernian LFC        | 2   | 1 | 0 | 1 | 007:500 | +2    | 03     |
| 5.  | FFC Zuchwil 05       | 2   | 1 | 0 | 1 | 006:500 | +1    | 03     |
| 6.  | Schytlobud-1 Charkiw | 2   | 1 | 0 | 1 | 005:500 | ±0    | 03     |
| 7.  | 1. FC Femina         | 2   | 1 | 0 | 1 | 003:300 | ±0    | 03     |
| 8.  | FC Honka             | 2   | 1 | 0 | 1 | 002:200 | ±0    | 03     |
| 9.  | FC NSA Sofia         | 2   | 1 | 0 | 1 | 002:400 | −2    | 03     |
| 10. | SFK 2000 Sarajevo    | 2   | 1 | 0 | 1 | 002:800 | −6    | 03     |

## 2. Runde
In der zweiten Runde griffen die vier gesetzten Landesmeister und der Titelverteidiger ins Geschehen ein. Die Gruppensieger und -zweiten erreichten das Viertelfinale. Die Turniere fanden vom 11. bis 16. Oktober 2007 statt.
Die gesetzten Mannschaften (in der Reihenfolge der Setzliste):
- Arsenal LFC (Titelverteidiger)
- Umeå IK
- 1. FFC Frankfurt
- Kolbotn IL
- Brøndby IF

### Gruppe B1
Turnier in London (England).
| Pl. | Verein               | Sp. | S | U | N | Tore    | Diff. | Punkte |
| --- | -------------------- | --- | - | - | - | ------- | ----- | ------ |
| 1.  | Arsenal LFC          | 3   | 2 | 1 | 0 | 014:300 | +11   | 07     |
| 2.  | ASD Bardolino Verona | 3   | 2 | 1 | 0 | 011:600 | +5    | 07     |
| 3.  | SV Neulengbach       | 3   | 1 | 0 | 2 | 005:100 | −5    | 03     |
| 4.  | Alma KTZH            | 3   | 0 | 0 | 3 | 001:120 | −11   | 0      |

| 11. Oktober 2007     |     |                      |
| Arsenal LFC          | 4:0 | Alma KTZH            |
| ASD Bardolino Verona | 3:2 | SV Neulengbach       |
| 13. Oktober 2007     |     |                      |
| Arsenal LFC          | 7:0 | SV Neulengbach       |
| Alma KTZH            | 1:5 | ASD Bardolino Verona |
| 16. Oktober 2007     |     |                      |
| ASD Bardolino Verona | 3:3 | Arsenal LFC          |
| SV Neulengbach       | 3:0 | Alma KTZH            |

### Gruppe B2
Turnier in Umeå (Schweden).
| Pl. | Verein              | Sp. | S | U | N | Tore    | Diff. | Punkte |
| --- | ------------------- | --- | - | - | - | ------- | ----- | ------ |
| 1.  | Umeå IK             | 3   | 2 | 1 | 0 | 007:300 | +4    | 07     |
| 2.  | FK Rossijanka       | 3   | 2 | 1 | 0 | 007:400 | +3    | 07     |
| 3.  | Universitet Wizebsk | 3   | 1 | 0 | 2 | 002:500 | −3    | 03     |
| 4.  | CFF Clujana Cluj    | 3   | 0 | 0 | 3 | 002:600 | −4    | 0      |

| 11. Oktober 2007    |     |                     |
| Umeå IK             | 3:1 | CFF Clujana Cluj    |
| FK Rossijanka       | 3:1 | Universitet Wizebsk |
| 14. Oktober 2007    |     |                     |
| Umeå IK             | 2:0 | Universitet Wizebsk |
| CFF Clujana Cluj    | 1:2 | FK Rossijanka       |
| 16. Oktober 2007    |     |                     |
| FK Rossijanka       | 2:2 | Umeå IK             |
| Universitet Wizebsk | 1:0 | CFF Clujana Cluj    |

### Gruppe B3
Turnier in Bierbeek (Belgien).
| Pl. | Verein              | Sp. | S | U | N | Tore    | Diff. | Punkte |
| --- | ------------------- | --- | - | - | - | ------- | ----- | ------ |
| 1.  | 1. FFC Frankfurt    | 3   | 2 | 1 | 0 | 006:300 | +3    | 07     |
| 2.  | KFC Rapide Wezemaal | 3   | 1 | 1 | 1 | 003:600 | −3    | 04     |
| 3.  | Valur Reykjavík     | 3   | 1 | 0 | 2 | 006:600 | ±0    | 03     |
| 4.  | Everton LFC         | 3   | 1 | 0 | 2 | 005:500 | ±0    | 03     |

| 11. Oktober 2007    |     |                     |
| 1. FFC Frankfurt    | 3:1 | Valur Reykjavík     |
| KFC Rapide Wezemaal | 2:1 | Everton LFC         |
| 13. Oktober 2007    |     |                     |
| 1. FFC Frankfurt    | 2:1 | Everton LFC         |
| Valur Reykjavík     | 4:0 | KFC Rapide Wezemaal |
| 16. Oktober 2007    |     |                     |
| KFC Rapide Wezemaal | 1:1 | 1. FFC Frankfurt    |
| Everton LFC         | 3:1 | Valur Reykjavík     |

### Gruppe B4
Turnier in Lyon (Frankreich).
| Pl. | Verein         | Sp. | S | U | N | Tore    | Diff. | Punkte |
| --- | -------------- | --- | - | - | - | ------- | ----- | ------ |
| 1.  | Brøndby IF     | 3   | 2 | 1 | 0 | 003:100 | +2    | 07     |
| 2.  | Olympique Lyon | 3   | 2 | 1 | 0 | 003:100 | +2    | 07     |
| 3.  | Kolbotn IL     | 3   | 1 | 0 | 2 | 003:300 | ±0    | 03     |
| 4.  | Sparta Prag    | 3   | 0 | 0 | 3 | 003:700 | −4    | 0      |

| 11. Oktober 2007 |     |                |
| Brøndby IF       | 0:0 | Olympique Lyon |
| Kolbotn IL       | 3:1 | Sparta Prag    |
| 13. Oktober 2007 |     |                |
| Brøndby IF       | 2:1 | Sparta Prag    |
| Olympique Lyon   | 1:0 | Kolbotn IL     |
| 16. Oktober 2007 |     |                |
| Kolbotn IL       | 0:1 | Brøndby IF     |
| Sparta Prag      | 1:2 | Olympique Lyon |

Der Gruppensieger wurde ausgelost, da Brøndby und Lyon nach allen zur Ermittlung der Platzierung anzuwendenden Kriterien Gleichstand aufweisen.

## Viertelfinale
Die Hinspiele fanden am 14. und 15., die Rückspiele am 21. und 22. November 2007 statt.
|                     | Gesamt          |                  | Hinspiel | Rückspiel |
| ------------------- | --------------- | ---------------- | -------- | --------- |
| Olympique Lyon      | 3:2             | Arsenal LFC      | 0:0      | 3:2       |
| KFC Rapide Wezemaal | 00:10           | Umeå IK          | 0:4      | 0:6       |
| FK Rossijanka       | 1:2             | 1. FFC Frankfurt | 0:0      | 1:2       |
| ASD CF Bardolino    | 1:1 (3:2 i. E.) | Brøndby IF       | 0:1      | 1:0 n. V. |

## Halbfinale
Die Hinspiele fanden am 29. und 30. März, die Rückspiele am 5. und 6. April 2008 statt.
|                  | Gesamt    |                  | Hinspiel | Rückspiel |
| ---------------- | --------- | ---------------- | -------- | --------- |
| Olympique Lyon   | (a)1:1(a) | Umeå IK          | 1:1      | 0:0       |
| 1. FFC Frankfurt | 7:2       | ASD CF Bardolino | 4:2      | 3:0       |

## Finale

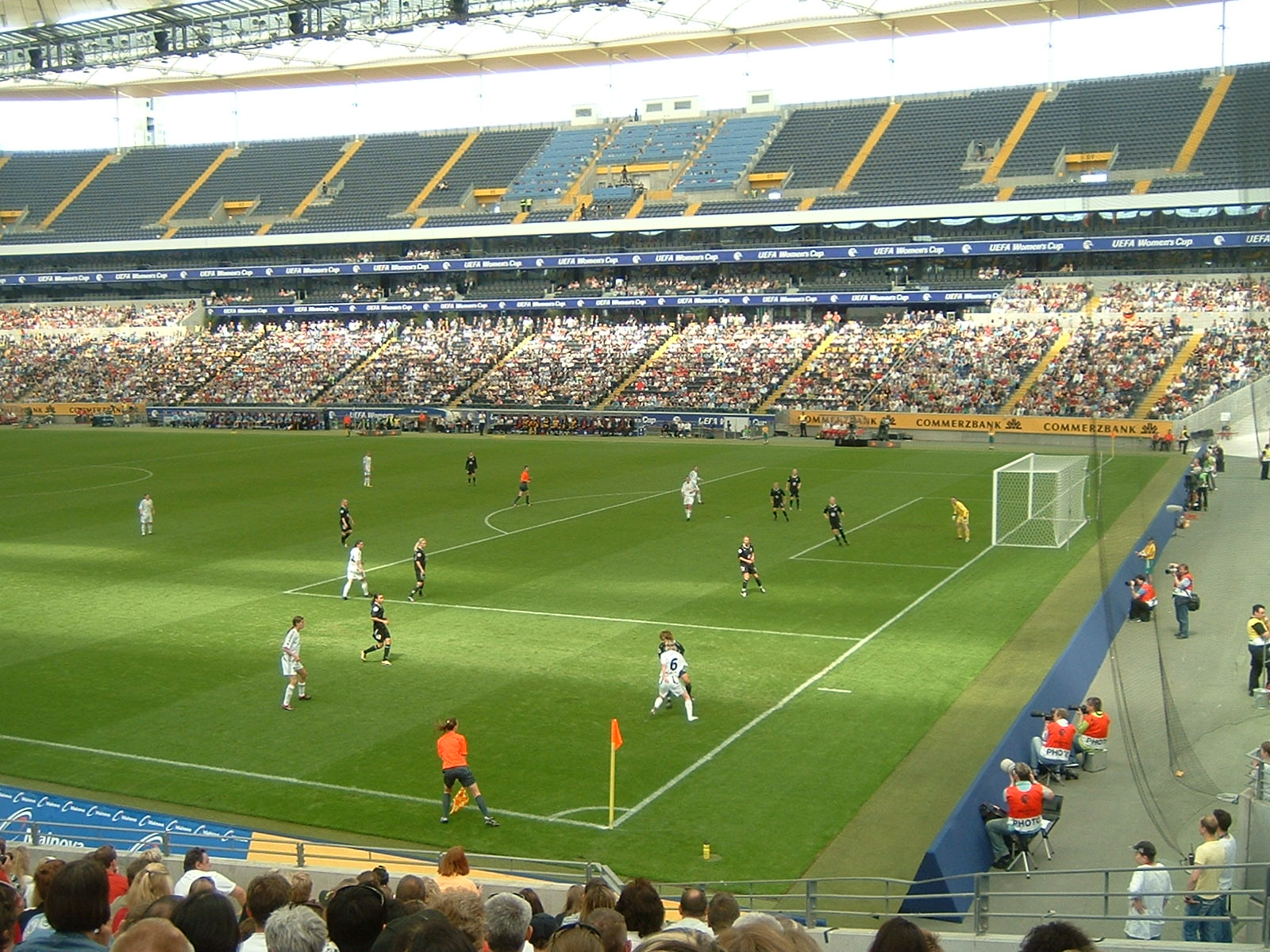
Szene aus dem Endspiel

Das Hinspiel fand am 17., das Rückspiel am 24. Mai 2008 statt. Beide Mannschaften standen sich bereits zum dritten Mal im Finale gegenüber.

### Hinspiel
Bereits nach zwölf Spielsekunden brachte die Weltfußballerin des Jahres Marta den Gastgeber in Führung. Die Brasilianerin nutzte dabei eine Unachtsamkeit der Frankfurter Hintermannschaft und erzielte das schnellste Tor der UEFA-Women’s-Cup-Geschichte. Schon in der sechsten Minute folgte die Antwort der Gäste. Petra Wimbersky setzte sich auf der linken Seite durch, flankte nach innen, und Conny Pohlers erzielte den Ausgleich. In der Folgezeit lieferten sich beide Mannschaften einen offenen Schlagabtausch, bei dem die technische Überlegenheit der Schwedinnen deutlich wurde. In der zweiten Halbzeit erspielte sich Umeå viele Chancen, scheiterte jedoch an der starken Silke Rottenberg im Frankfurter Tor. Die Gäste beschränkten sich auf Konterfußball, ohne jedoch zwingende Möglichkeiten zu erspielen.
| Umeå IK                                           | Umeå IK | 1. FFC Frankfurt | 1. FFC Frankfurt |
| ------------------------------------------------- | --- | --- | ---------------- |
| Umeå IK                                           | \| 17. Mai 2008 um 13:00 Uhr in Umeå (Gammliavallen) \| \| Ergebnis: 1:1 (1:1) \| \| Zuschauer: 4.128 \| \| Schiedsrichterin: Gyöngyi Gaál ( Ungarn) \|                                                                              | \| 17. Mai 2008 um 13:00 Uhr in Umeå (Gammliavallen) \| \| Ergebnis: 1:1 (1:1) \| \| Zuschauer: 4.128 \| \| Schiedsrichterin: Gyöngyi Gaál ( Ungarn) \| | 1. FFC Frankfurt |
| Umeå IK                                           | Ulla-Karin Rönnlund; Johanna Frisk, Anna Paulson, Karolina Westberg, Frida Östberg; Lisa Dahlkvist, Mami Yamaguchi, Ramona Bachmann (68. Emilie Konradsson); Madelaine Edlund, Johanna Rasmussen, Marta Cheftrainer: Andrée Jeglertz | Silke Rottenberg; Katrin Kliehm (56. Sarah Günther), Tina Wunderlich, Gina Lewandowski, Saskia Bartusiak; Kerstin Garefrekes, Meike Weber, Alexandra Krieger, Petra Wimbersky; Conny Pohlers (83. Sandra Smisek), Birgit Prinz Cheftrainer: Hans-Jürgen Tritschoks | 1. FFC Frankfurt |
| Umeå IK                                           | 1:0 Marta (1.) | 1:1 Conny Pohlers (6.) | 1. FFC Frankfurt |
| Umeå IK                                           | Johanna Frisk | Kerstin Garefrekes, Birgit Prinz, Meike Weber | 1. FFC Frankfurt |
| 17. Mai 2008 um 13:00 Uhr in Umeå (Gammliavallen) | | |                  |
| Ergebnis: 1:1 (1:1)                               | | |                  |
| Zuschauer: 4.128                                  | | |                  |
| Schiedsrichterin: Gyöngyi Gaál ( Ungarn)          | | |                  |

### Rückspiel
| 1. FFC Frankfurt                                                                | 1. FFC Frankfurt | Umeå IK | Umeå IK |
| ------------------------------------------------------------------------------- | --- | --- | ------- |
| 1. FFC Frankfurt                                                                | \| 24. Mai 2008, 14:15 Uhr in Frankfurt am Main (UEFA Women’s Cup Arena Frankfurt[1]) \| \| Ergebnis: 3:2 (1:0) \| \| Zuschauer: 27.640 \| \| Schiedsrichterin: Alexandra Ihringová ( England) \|                                                                                           | \| 24. Mai 2008, 14:15 Uhr in Frankfurt am Main (UEFA Women’s Cup Arena Frankfurt[1]) \| \| Ergebnis: 3:2 (1:0) \| \| Zuschauer: 27.640 \| \| Schiedsrichterin: Alexandra Ihringová ( England) \|                                                      | Umeå IK |
| 1. FFC Frankfurt                                                                | Silke Rottenberg (46. Stephanie Ullrich); Katrin Kliehm (47. Sarah Günther), Tina Wunderlich, Gina Lewandowski, Saskia Bartusiak; Kerstin Garefrekes, Meike Weber, Alexandra Krieger, Petra Wimbersky (90. Karolin Thomas); Birgit Prinz, Conny Pohlers Cheftrainer: Hans-Jürgen Tritschoks | Ulla-Karin Rönnlund; Anna Paulson, Karolina Westberg, Johanna Frisk, Emma Berglund (46. Ramona Bachmann); Lisa Dahlkvist, Mami Yamaguchi, Johanna Rasmussen; Frida Östberg, Madelaine Edlund (64. Sofia Jakobsson), Marta Cheftrainer: Andrée Jeglertz | Umeå IK |
| 1. FFC Frankfurt                                                                | 1:0 Conny Pohlers (7.) 2:0 Conny Pohlers (55.) 3:1 Petra Wimbersky (72.) | 2:1 Lisa Dahlkvist (68., Elfmeter) 3:2 Frida Östberg (84.) | Umeå IK |
| 1. FFC Frankfurt                                                                | Kliehm | | Umeå IK |
| 24. Mai 2008, 14:15 Uhr in Frankfurt am Main (UEFA Women’s Cup Arena Frankfurt) | | |         |
| Ergebnis: 3:2 (1:0)                                                             | | |         |
| Zuschauer: 27.640                                                               | | |         |
| Schiedsrichterin: Alexandra Ihringová ( England)                                | | |         |